# 兵庫ブレイバーズの選手一覧
兵庫ブレイバーズの選手一覧（ひょうごブレイバーズのせんしゅいちらん）は、兵庫ブレイバーズ（2020年シーズンまでの名称は兵庫ブルーサンダーズ、2021年11月までの名称は神戸三田ブレイバーズ）に所属する選手・指導者、およびかつて所属した主な選手・指導者の一覧である。なお、当球団が芦屋大学と提携して「ファームチーム」として2020年まで設置していた「インパルス」のスタッフ・選手についてはここでは扱わない。

## 現役選手・スタッフ

### 監督・コーチ
| 名前     | 背番号 | 役職             |
| -------- | ------ | ---------------- |
| 山川和大 | 44     | 監督（選手兼任） |
| 桜井広大 | 88     | 打撃コーチ       |

### 投手
| 名前             | 背番号 | 投打 | 備考                                      |
| ---------------- | ------ | ---- | ----------------------------------------- |
| 寺田真歩人       | 0      | 右右 |                                           |
| 柘植玲央         | 11     | 右左 |                                           |
| 山口駿           | 12     | 左左 | 2025年度新入団                            |
| 本草野拓海       | 13     | 右左 | 2025年度新入団                            |
| 玉田光央輔       | 14     | 右右 |                                           |
| 久保康友         | 15     | 右右 | 2025年度新入団 元・横浜DeNAベイスターズ   |
| 清野結都         | 16     | 右右 | 2025年度新入団                            |
| 佐藤虎太郎       | 18     | 左左 | 2025年度新入団                            |
| 佐藤凌           | 19     | 右右 | 2025年度新入団                            |
| 眞鍋太輔         | 20     | 右右 | 2025年度新入団                            |
| 蔵本治孝         | 22     | 右右 | 2025年度新入団 元・東京ヤクルトスワローズ |
| 濱川真那津       | 25     | 右右 |                                           |
| 西瀧雄大         | 26     | 左左 |                                           |
| 澤村龍太         | 38     | 右右 | 2025年度新入団                            |
| 山中優太         | 41     | 右右 | 2025年度新入団                            |
| カトー・エドリン | 52     | 左両 |                                           |
| 溝端雄慎         | 55     | 右右 | 投手キャプテン                            |

### 捕手
| 名前       | 背番号 | 投打 | 備考           |
| ---------- | ------ | ---- | -------------- |
| 塚本恭平   | 10     | 右右 |                |
| 中森匠望   | 22     | 右右 |                |
| 富樫虎太郎 | 33     | 右右 |                |
| 京田真慶   | 62     | 右右 | 2025年度新入団 |

### 内野手
| 名前       | 背番号 | 投打 | 備考           |
| ---------- | ------ | ---- | -------------- |
| 松井大河   | 00     | 右左 |                |
| 小園斗佑馬 | 7      | 右右 |                |
| 中野樹     | 8      | 右左 | 野手キャプテン |
| 中西蛍太朗 | 23     | 右左 |                |
| 石原裕和   | 36     | 右左 |                |
| 田中一稜   | 42     | 右右 |                |
| 山川和大   | 44     | 右左 | 監督兼任       |
| 金東俊     | 53     | 右右 |                |
| 山崎照英   | 99     | 右左 |                |

### 外野手
| 名前                     | 背番号 | 投打 | 備考           |
| ------------------------ | ------ | ---- | -------------- |
| 林春太郎                 | 1      | 右右 | 2025年度新入団 |
| 小早川祐人               | 6      | 右右 |                |
| 藤江龍牙                 | 9      | 右右 | 2025年度新入団 |
| 米山航平                 | 21     | 右左 | 2025年度新入団 |
| ノア・ウィリアムソン     | 24     | 右右 |                |
| ライアン・グアルディーノ | 31     | 右右 | 2025年度新入団 |
| 寺本大洸                 | 37     | 右右 |                |
| 廣井利光                 | 49     | 右両 |                |

## 過去に在籍した主な選手

### NPB入団選手
※年はNPB入団前の最終所属年度。当球団から直接入団した選手に限る。
- 2016年
  - 向谷拓巳 - 東北楽天ゴールデンイーグルス育成3位（2017年 - 2018年）
  - 山川和大 - 読売ジャイアンツ育成3位（2017年 - 2021年）2022年に復帰

- 2017年
  - 田中耀飛 - 東北楽天ゴールデンイーグルス5位（2018年 - 2020年）

### その他
- 遊馬ジェシー - 選手兼任コーチ
- 余書農（中国語版）（イースンノン） - 元・中信兄弟
- 井川慶 - 元・オリックス・バファローズ
- 生島大輔 - のちに淡路島ウォリアーズ監督（2024年）
- 小笠原智一 - 小笠原慎之介の実弟
- 岡田海 - 最多勝利（2019年）
- 落合秀市
- 柏木寿志 - 最多盗塁（2021年）、ベストナイン（2022年）、主将
- 桂聡太郎 - 最多本塁打（2015年）
- 甘露寺仁房 - 最多本塁打（2019年）
- 小松原鉄平 - のちに福井ワイルドラプターズ球団社長[5]
- 齊藤義貴 - 最多セーブ（2017年）
- 坂本工宜 - 元・読売ジャイアンツ、最優秀防御率（2023年）、登録名「工宜」
- 杉尾拓郎
- 平良拓也 - 最多本塁打（2015年）
- 髙橋直也 - 最多打点（2016年）
- 西野颯 - 最多本塁打（2015年）
- 西村太陽 - 最多セーブ（2023年）、ベストナイン（2023年）
- 服部健太 - 最多セーブ（2016年）
- 松本昌大 - 最多打点（2017年）
- 間庭周人 - 最優秀防御率（2019年）、登録名「周人」
- 三山篤郎 - 最多勝利（2018年）
- 明光竜之介 - ベストナイン（2022年）
- 山上直輝 - 引退後にコーチを務める（初年度は途中から選手兼任）
- 山科颯太郎
- 吉田えり - 女子選手
- 渡部広大 - 最多勝利（2015年）

## 歴代監督
- 池内豊（2011 - 2012）
- 山崎章弘（2013 - 2016、2019）
- 続木敏之（2017）
- 鈴木伸良 (2018)
- 橋本大祐 (2020 - 2022)